# Miles Franklin

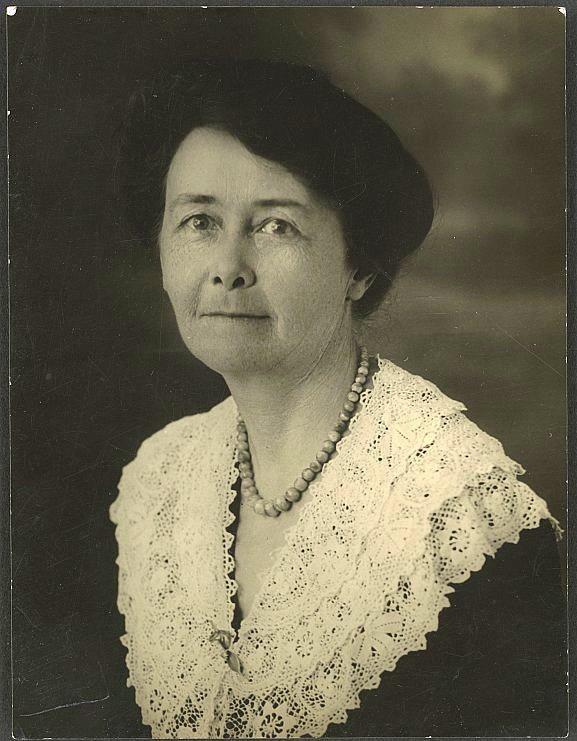
Miles Franklin

Stella Maria Sarah Miles Franklin, kurz Miles Franklin (* 14. Oktober 1879 in Talbingo, New South Wales; † 19. September 1954 in Drummoyne, New South Wales), war eine australische Schriftstellerin. Aus ihrem Nachlass wird jährlich der renommierte Literaturpreis Miles Franklin Literary Award verliehen.

## Leben
Die älteste Tochter von John Maurice und Margaret Susannah Helena Franklin beendete ihren ersten Roman My Brilliant Career mit 20 Jahren, nachdem sie zwei Jahre als Gouvernante gearbeitet hatte. Eine Veröffentlichung in Australien wurde jedoch abgelehnt, so dass erst zwei Jahre später, 1901, die erste Ausgabe dieses Buches in London herausgegeben wurde. Neben ihren intensiven Kontakten zu anderen australischen Schriftstellern wie Joseph Furphy und Henry Lawson arbeitete sie als freie Journalistin für mehrere Tageszeitungen.
Sie sah das Schreiben als ihren Weg zur Selbständigkeit und verließ Australien 1906 in Richtung USA. Während sie dort weiter an ihrer Schriftstellerkarriere arbeitete, war sie die folgenden neun Jahre lang für die National Women's Trade Union League in Chicago tätig. 1915 zog sie nach London, wo sie bis 1927 lebte. Während dieser Zeit arbeitete sie unter anderem als Freiwillige für den Scottish Women's Hospitals for Foreign Service. Nach nur etwa zweijährigem zwischenzeitlichem Aufenthalt in Australien kehrte sie 1929 nach London zurück, vor allem, um Herausgeber für ihre Werke zu finden.
Nach dem Tod ihres Vaters kehrte sie jedoch 1932 dauerhaft nach Australien zurück und wurde eine der wichtigsten Persönlichkeiten der literarischen Szene Sydneys. Überzeugt von einer Eigenständigkeit der australischen Literatur, setzte sie sich unter anderem für die Förderung neuer Veröffentlichungen und junger Autoren ein.

## Werke
- My Brilliant career, 1901
- Some Everyday Folk and Dawn, 1909
- The Net of Circumstance, 1915
- Old Blastus of Bandicoot, 1931
- Bring the Monkey, 1933
- All That Swagger, 1936
- My Career Goes Bung, 1946
- Prelude to Waking, 1950

## Verfilmungen
- 1979: Meine brillante Karriere (My Brilliant Career)